# Еголдокова 2-я
Еголдокова 2-я — река в России, протекает по Парабельскому району Томской области. Устье реки находится в 5 км от устья Большой Еголдоковы по правому берегу. Длина реки составляет 39 км.

## Данные водного реестра
По данным государственного водного реестра России относится к Верхнеобскому бассейновому округу, водохозяйственный участок реки — Кеть, речной подбассейн реки — бассейн притоков (Верхней) Оби от Чулыма до Кети. Речной бассейн реки — (Верхняя) Обь до впадения Иртыша.
Код объекта в государственном водном реестре — 13010600112115200028150.